# 파이살 모스크

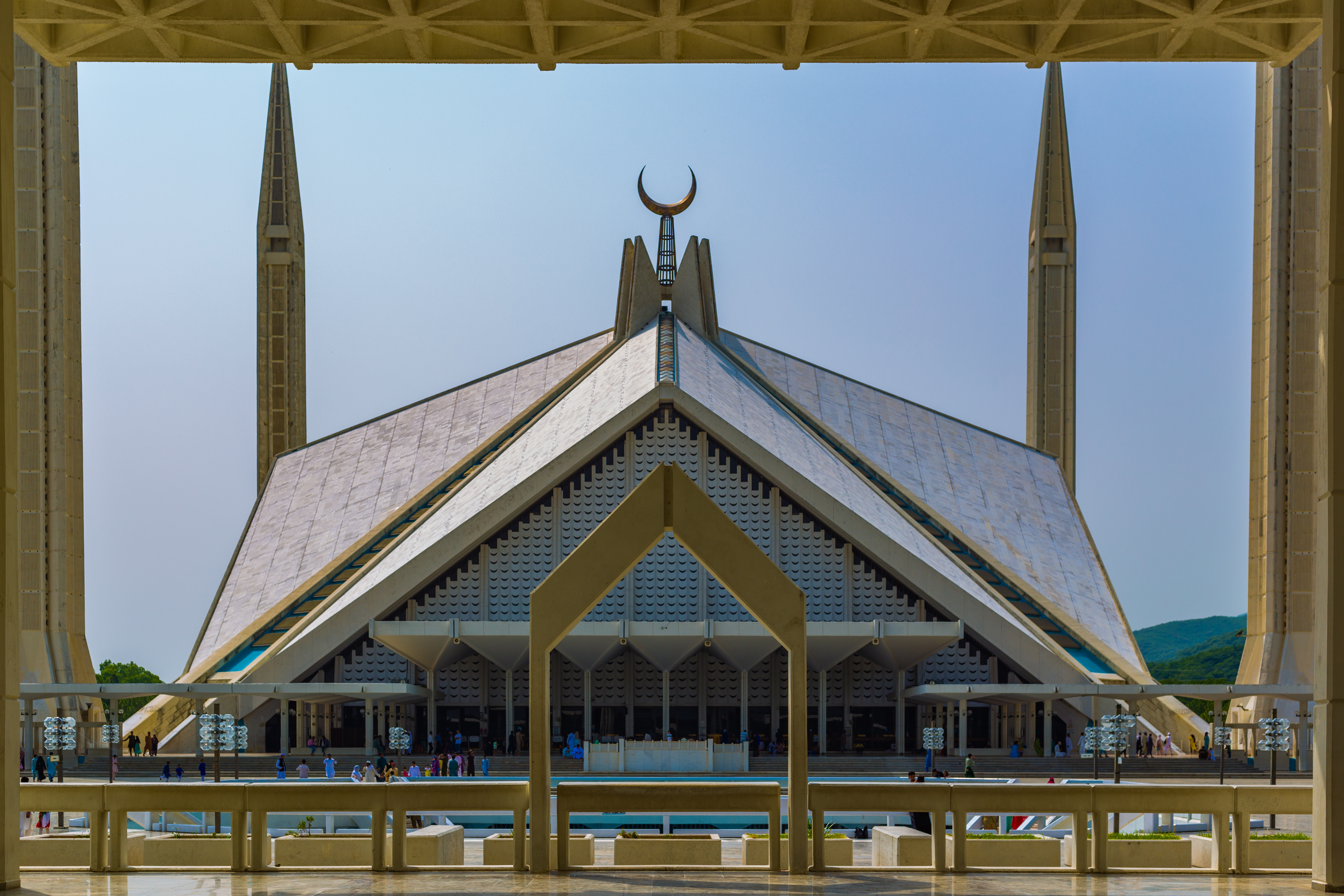
파이살 모스크는 파키스탄에서 가장 큰 사원이다.

파이살 모스크(Faisal Mosque) 또는 샤 파이살 모스크(Shah Faisal Mosque)는 파키스탄 이슬라마바드의 사원이다.
이 모스크는 1986년에 준공한 최대 규모의 현대식 회교사원으로 1970년대 말 사우디아라비아의 파이살 빈 압둘아지즈 알사우드 국왕이 파키스탄을 방문하여 거금을 희사해 건축하였다. 이 모스크 안에는 성경도서관, 성경학교, 지아 대통령의 무덤이 있다. 파이살 모스크는 이슬라마바드 시내 서북부에 위치하고 있다.

## 같이 보기
- 바드샤히 모스크
- 이슬람 미술